# Jane Wolfe
Jane Wolfe (St. Petersburg, 21 marzo 1875 – Glendale, 29 marzo 1958) è stata un'attrice statunitense.

## Biografia
Nata in una famiglia di tedeschi della Pennsylvania, si trasferì da giovane a New York per lavorare prima in teatro e poi anche per il cinema. Il suo debutto sullo schermo risale al 1910, quando, a trentacinque anni, apparve in A Lad from Old Ireland, un film della Kalem Company diretto da Sidney Olcott. Nella sua carriera, Jane Wolfe prese parte a oltre novanta film, girati tra gli anni dieci e gli anni venti. Lasciato il cinema, andò a vivere nell'Abbazia di Thélema, in Sicilia, per seguire il movimento Thelema guidato dall'occultista inglese Aleister Crowley. Dopo la chiusura della casa, avvenuta nel 1923, tornò a vivere negli Stati Uniti, nella California del sud, continuando comunque a seguire e a far parte del movimento.

## Filmografia parziale
- A Lad from Old Ireland, regia di Sidney Olcott – cortometraggio (1910)
- The Roses of the Virgin – cortometraggio (1910)
- The Touch of a Child's Hand – cortometraggio
- The Heart of an Indian Mother – cortometraggio
- The Mexican Joan of Arc, regia di George Melford – cortometraggio (1911)
- The Wasp, regia di George Melford – cortometraggio (1911)
- On the Warpath, regia di George Melford – cortometraggio (1911)
- The Blackfoot Halfbreed, regia di George Melford – cortometraggio (1911)
- Norma from Norway, regia di George Melford – cortometraggio (1911)
- The Higher Toll, regia di George Melford – cortometraggio (1911)
- Mrs. Simms Serves on the Jury, regia di George Melford – cortometraggio (1912)
- A Princess of the Hills, regia di George Melford – cortometraggio (1912)
- The Alcalde's Conspiracy, regia di George Melford – cortometraggio (1912)
- The Bell of Penance, regia di George Melford – cortometraggio (1912)
- Jean of the Jail, regia di George Melford – cortometraggio (1912)
- The Spanish Revolt of 1836, regia di George Melford – cortometraggio (1912)
- The Secret of the Miser's Cave, regia di George Melford – cortometraggio (1912)
- The Stolen Invention, regia di George Melford – cortometraggio (1912)
- The Gun Smugglers, regia di George Melford – cortometraggio (1912)
- The Bag of Gold, regia di George Melford – cortometraggio (1912)
- The Organ Grinder, regia di George Melford – cortometraggio (1912)
- The Suffragette Sheriff, regia di George Melford – cortometraggio (1912)
- Fantasca, the Gipsy, regia di George Melford – cortometraggio (1912)
- The Family Tyrant, regia di George Melford – cortometraggio (1912)
- Freed from Suspicion, regia di George Melford – cortometraggio (1912)
- The Wandering Musician, regia di George Melford – cortometraggio (1912)
- The Parasite, regia di George Melford – cortometraggio (1912)
- The Village Vixen, regia di George Melford – cortometraggio (1912)
- When Youth Meets Youth, regia di George Melford – cortometraggio (1912)
- Election Day in California, regia di George Melford – cortometraggio (1912)
- The Redskin Raiders – cortometraggio (1912)
- The Plot That Failed, regia di George Melford – cortometraggio (1912)
- The Peril of the Cliffs, regia di George Melford – cortometraggio (1912)
- The Power of a Hymn, regia di George Melford – cortometraggio (1912)
- The Skinflint, regia di George Melford – cortometraggio (1912)
- The Flower Girl's Romance, regia di George Melford – cortometraggio (1912)
- Red Wing and the Paleface, regia di George Melford – cortometraggio (1912)
- The Driver of the Deadwood Coach, regia di George Melford – cortometraggio (1912)
- The Mayor's Crusade, regia di George Melford – cortometraggio (1912)
- The Two Runaways, regia di George Melford – cortometraggio  (1912)

- The Usurer, regia di George Melford – cortometraggio (1913)
- Red Sweeney's Mistake, regia di George Melford – cortometraggio (1913)
- The Pride of Angry Bear, regia di George Melford – cortometraggio (1913)
- The Last Blockhouse, regia di George Melford – cortometraggio (1913)
- The Buckskin Coat, regia di George Melford – cortometraggio (1913)
- The Redemption, regia di George Melford – cortometraggio (1913)
- The Mountain Witch, regia di George Melford – cortometraggio (1913)
- The Missing Bonds, regia di George Melford – cortometraggio (1913)
- The Attack at Rocky Pass, regia di George Melford – cortometraggio (1913)
- The Sacrifice, regia di George Melford – cortometraggio (1913)
- The California Oil Crooks, regia di George Melford – cortometraggio  (1913)
- The Wayward Son, regia di George Melford – cortometraggio (1913)
- The Battle for Freedom, regia di George Melford – cortometraggio (1913)
- The Tragedy of Big Eagle Mine – cortometraggio (1913)
- The Fight at Grizzly Gulch, regia di George Melford – cortometraggio (1913)
- The Girl and the Gangster – cortometraggio (1913)
- The Invaders, regia di George Melford – cortometraggio (1913)
- Trooper Billy, regia di George Melford – cortometraggio (1913)
- A Daughter of the Underworld, regia di George Melford – cortometraggio (1913)
- Perils of the Sea, regia di George Melford e Sidney Olcott – cortometraggio (1913)
- The Chinese Death Thorn, regia di George H. Melford – cortometraggio (1913)

- The Boer War, regia di George Melford (1914)
- The Death Sign at High Noon – cortometraggio (1914)
- The Stolen Rembrandt, regia di Leo D. Maloney, J.P. McGowan – cortometraggio (1914)
- The Barrier of Ignorance, regia di George Melford – cortometraggio (1914)
- The Quicksands, regia di George Melford – cortometraggio (1914)
- Shannon of the Sixth, regia di George Melford (1914)
- The Rajah's Vow, regia di George Melford – cortometraggio (1914)
- The Potter and the Clay, regia di George Melford – cortometraggio (1914)
- The Lost Mail Sack
- The Invisible Power, regia di George Melford (1914)
- The Derelict, regia di George Melford – cortometraggio (1914)
- The Tragedy of Bear Mountain
- The Black Sheep, regia di J. Farrell MacDonald (1915)
- The Wild Goose Chase, regia di Cecil B. DeMille (1915)
- The Majesty of the Law, regia di Julia Crawford Ivers (1915)
- The Case of Becky, regia di Frank Reicher (1915)
- The Protest
- Blackbirds, regia di J.P. McGowan (1915)
- Could a Man Do More?
- The Immigrant, regia di George Melford (1915)
- Pudd'nhead Wilson, regia di Frank Reicher (1916)
- The Blacklist, regia di William C. de Mille (1916)
- The Race, regia di George Melford (1916)
- The Thousand-Dollar Husband
- The Selfish Woman
- Each Pearl a Tear, regia di George Melford (1916)

- On Record, regia di Robert Z. Leonard (1917)
- Those Without Sin, regia di Marshall Neilan (1917)
- Castles for Two, regia di Frank Reicher (1917)
- Unconquered, regia di Frank Reicher (1917)
- The Crystal Gazer, regia di George H. Melford (1917)
- On the Level, regia di George Melford (1917)
- Rebecca of Sunnybrook Farm, regia di Marshall Neilan (1917)
- The Call of the East, regia di George H. Melford (1917)
- The Fair Barbarian, regia di Robert Thornby (1917)

- Mile-a-Minute Kendall, regia di William Desmond Taylor (1918)
- Less Than Kin, regia di Donald Crisp (1918)
- The Cruise of the Make-Believes, regia di George Melford (1918)
- The Girl Who Came Back, regia di Robert G. Vignola (1918)
- Under the Top, regia di Donald Crisp (1919)
- The Poor Boob, regia di Donald Crisp (1919)
- The Woman Next Door, regia di Robert G. Vignola (1919)
- An Innocent Adventuress, regia di Robert G. Vignola (1919)
- Men, Women, and Money, regia di George Melford (1919)
- A Very Good Young Man, regia di Donald Crisp (1919)
- Scherzo tragico (The Grim Game), regia di Irvin Willat (1919)
- The Thirteenth Commandment, regia di Robert G. Vignola  (1920)
- The Six Best Cellars, regia di Donald Crisp (1920)
- Perché cambiate moglie? (Why Change Your Wife?), regia di Cecil B. DeMille (1920)
- Thou Art the Man, regia di Thomas N. Heffron (1920)
- The Round-Up, regia di George Melford (1920)
- Behold My Wife, regia di George Melford (1920)